# Marco Asensio Willemsen
Marco Asensio Willemsen (Calvià, Mallorca, 21 de gener de 1996) és un futbolista professional mallorquí que juga com a migcampista ofensiu pel Paris Saint Germain. És internacional amb la selecció espanyola.

## Carrera de club

### Mallorca
Nascut a Palma fill de mare neerlandesa i pare espanyol, Asensio es va formar al planter del RCD Mallorca. Va ser seguit tant pel Reial Madrid com pel FC Barcelona, i va debutar com a sènior amb el RCD Mallorca B la temporada 2013–14 a Tercera Divisió, tot i que encara estava en edat júnior; el 27 d'octubre de 2013, va debutar amb el primer equip, jugant els darrers sis minuts en una derrota per 1–3 a fora contra el Recreativo de Huelva en disputa del campionat de segona divisió.
Novament des de la banqueta, Asensio va jugar els darrers sis minuts en un empat 0–0 a casa contra el CD Lugo. Després d'haver impressionat en els primers partits, fou promocionat al primer equip per l'entrenador José Luis Oltra.
Asensio va marcar el seu primer gol com a professional el 16 de març de 2014, el primer d'una victòria per 2–0 a casa contra el CD Tenerife. Fou titular amb el nou tècnic Valeri Karpin, i va marcar contra el CA Osasuna, Deportivo Alavés i UE Llagostera en el mateix mes.

### Reial Madrid
El 24 de novembre de 2014, el Real Madrid va arribar a un acord per fitxar Asensio. El 5 de desembre es va anunciar oficialment el traspàs, i el jugador va signar un contracte per sis anys, per 3.9 milions d'euros. i va romandre amb els mallorquins cedit fins a la fi de la temporada 2014–15.
El 20 d'agost de 2015, després de fer tota la pretemporada amb el Real Madrid, Asensio fou cedit al RCD Espanyol de La Liga. Va debutar en la competició el 19 de setembre, jugant 86 minuts en una victòria per 3–2 contra la Reial Societat.

## Estadístiques de club
A 15 maig 2016
| Club            | Temporada     | Lliga           | Lliga   | Lliga | Copa¹   | Copa¹ | Continental | Continental | Total   | Total |
| Club            | Temporada     | Divisió         | Partits | Gols  | Partits | Gols  | Partits     | Gols        | Partits | Gols  |
| --------------- | ------------- | --------------- | ------- | ----- | ------- | ----- | ----------- | ----------- | ------- | ----- |
| RCD Mallorca B  | 2013–14       | Tercera Divisió | 14      | 3     | —       | —     | —           | —           | 14      | 3     |
| RCD Mallorca    | 2013–14       | Segona divisió  | 20      | 1     | 0       | 0     | —           | —           | 20      | 1     |
| RCD Mallorca    | 2014–15       | Segona divisió  | 36      | 6     | 0       | 0     | —           | —           | 36      | 6     |
| RCD Mallorca    | Total         | Total           | 56      | 7     | 0       | 0     | —           | —           | 56      | 7     |
| RCD Espanyol    | 2015–16       | La Liga         | 34      | 4     | 3       | 0     | —           | —           | 37      | 4     |
| Reial Madrid CF | 2016–17       | La Liga         | 0       | 0     | 0       | 0     | 0           | 0           | 0       | 0     |
| Total carrera   | Total carrera | Total carrera   | 104     | 14    | 3       | 0     | 0           | 0           | 107     | 14    |

¹ Inclou partits de la Supercopa de la UEFA i la Campionat del Món de Clubs de futbol.

## Palmarès

### Club
Reial Madrid CF
- 3 Lligues de Campions: 2016–17,[19] 2017-18, 2021–22
- 3 Supercopes d'Europa: 2016,[20] 2017, 2022
- 4 Campionats del món de clubs de la FIFA: 2016,[21] 2017,[22] 2018, 2022
- 3 Lligues espanyoles: 2016-17,[23] 2019-20, 2021-22
- 1 Copa del Rei: 2022-23[24]
- 2 Supercopes d'Espanya: 2017,[25] 2022

París Saint-Germain FC
- 1 Ligue 1: 2023-24[26]
- 1 Copa francesa: 2023-24[27]
- 2 Supercopes franceses: 2023,[28] 2024[29]

### Internacional
Espanya Sub-19
- Campionat d'Europa Sub-19 de la UEFA: 2015[30]

Espanya olímpica
- Medalla d'argent en els Jocs Olímpics: 2020

Espanya
- Lliga de les Nacions de la UEFA: 2022-23[31]

### Individual
- Jugador del Mes de la segona divisió: octubre 2014[32]
- Campionat d'Europa Sub-19 de la UEFA: Golden Player 2015